# Empoasca morrisoni
Empoasca morrisoni är en insektsart som beskrevs av Hartzell 1923. Empoasca morrisoni ingår i släktet Empoasca och familjen dvärgstritar.
Artens utbredningsområde är Kalifornien. Inga underarter finns listade i Catalogue of Life.